# Echinopterys
Echinopterys là một chi thực vật có hoa trong họ Malpighiaceae.

## Loài
Chi Echinopterys gồm các loài: